# Daria (odrůda jablek)
Daria (Malus domestica Daria) je ovocný strom, kultivar druhu jabloň domácí, z čeledi růžovitých.

## Historie
Daria je letní odrůda českého původu. Jde o křížence odrůd James Grieve x Red June. Byla registrována v roce 1995.

## Charakteristika
Plody jsou středně velké s výrazným kuželovitým tvarem. Základní žlutou barvu překrývá červené rozmyté žíhání, které pokrývá většinu povrchu plodu. Vyznačuje se atraktivními plody s jemnou a křehkou konzistencí dužiny a s navinule sladkou chutí, která připomína jahodové aroma. Plodnost odrůdy je brzká, bohatá a s probírkou pravidelná. V prvních letech roste silněji, poté je růst slabší. Kvetení odrůdy je rané a odrůda platí za velmi dobrého opylovače. Daria se sklízí začátkem začátkem srpna. Ihned po sklizni konzumně dozrává. Skladovatelnost je do konce srpna nebo déle. Odrůda je velmi odolná houbovým chorobám. Je určena do všech pěstitelských poloh. Strom se nechá snadno tvarovat. Je vhodné pěstování s letním průklestem po sklizni. Jelikož plodí ve shlucích tak se doporučuje probírka plodů.